# Rechts-in, rechts-uit-aansluiting

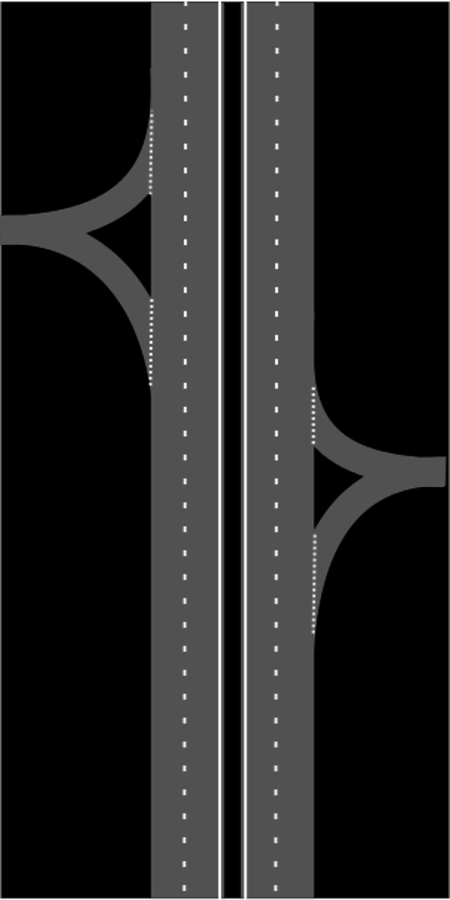

Een rechts-in, rechts-uit-aansluiting (Engels: right-in, right-out), bij linksrijdende landen een links-in, links-uit-aansluiting, is een type aansluiting. Bij dit soort aansluitingen kan men alleen de (snel)weg rechts uitvoegen of rechts invoegen. Er is sprake van een halve aansluiting; de hoofdweg kan niet overgestoken worden. Soms worden dit soort aansluitingen gemaakt omdat er vanwege ruimtegebrek of in verband met hoge kosten geen volledige aansluiting toegepast kan worden en vanuit het opzicht van verkeersdoorstroming een verkeerslicht ongewenst is. Kenmerkend is vaak dat de uitvoegstrook / invoegstrook zeer kort is of zelfs niet bestaat.
In feite is een aansluiting van een verzorgingsplaats langs snelwegen vaak ook een rechts-in, rechts-uit-aansluiting.

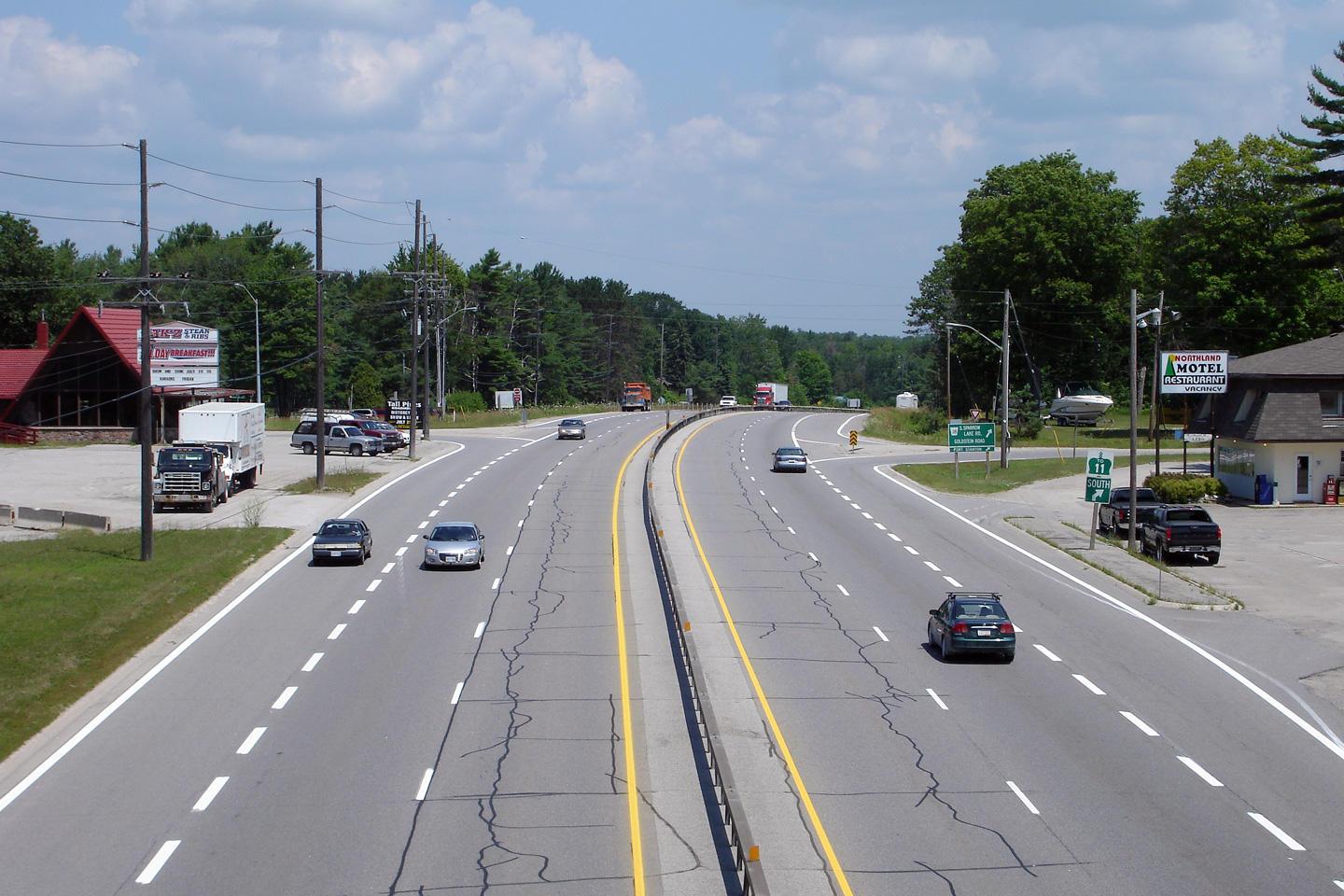
Een rechts-in, rechts-uit-aansluiting in Canada

Gevlochten haarlemmermeeraansluiting · Haarlemmermeeraansluiting · Halfklaverbladaansluiting · Rechts-in, rechts-uit-aansluiting · Hondenbot · Ov(at)onde · Single-point urban interchange · Verkeersplein